# KQ Большой Медведицы
KQ Большой Медведицы (лат. KQ Ursae Majoris) — одиночная переменная звезда в созвездии Большой Медведицы на расстоянии (вычисленном из значения параллакса) приблизительно 22416 световых лет (около 6873 парсеков) от Солнца. Видимая звёздная величина звезды — от +14,4m до +12,9m.

## Характеристики
KQ Большой Медведицы — пульсирующая медленная неправильная переменная звезда (L:).